# Patrizia Dorsch
Patrizia Dorsch, född 15 februari 1994, är en tysk alpin skidåkare som debuterade i världscupen den 14 december 2013 i Sankt Moritz i Schweiz. Hon slutade femma i världscupen i alpin kombination säsongen 2018/2019.